# Campylocentrum huebnerioides
Campylocentrum huebnerioides  é uma espécie de orquídea, família Orchidaceae, que existe no Peru. Trata-se de planta epífita, monopodial, com caule alongado, cujas inflorescências brotam do nódulo do caule oposto à base da folha. As flores são minúsculas, de sépalas e pétalas livres, e nectário na parte de trás do labelo. Pertence à secção de espécies de Campylocentrum com folhas planas e nectário longo.

## Publicação e histórico
- Campylocentrum huebnerioides D.E.Benn. & Christenson, Icon. Orchid. Peruv.: t. 408 (1998).

Trata-se de espécie descoberta em Chanchamayo, Junín, no Peru, a 1.600 metros de altitude em 18 de abril de 1966, por O. del Castillo. Pelo nome, presumimos tratar-se de espécie de morfologia semelhante à do Campylocentrum huebneri, no entanto nenhuma informação adicional foi apurada.